# Хайнувски окръг
Хайнувски окръг (на полски: Powiat hajnowski) е окръг в Подляско войводство, Североизточна Полша. Заема площ от 1 623,53 км2.
Административен център е град Хайнувка.

## География
Окръгът обхваща земи от историческите области Подлясия и Полесия. Разположен е край границата с Беларус, в югоизточната част на войводството.

## Население
Населението на окръга възлиза на 46 584 (2012). Гъстотата е 29 души/km2.

## Административно деление
Административно окръгът е разделен на 9 общини.
Градска община:
- Хайнувка

Градско-селска община:
- Община Клешчеле

Селски общини:
- Община Бяловежа
- Община Дубиче
- Община Нарев
- Община Наревка
- Община Хайнувка
- Община Церкевне
- Община Черемха
- Община Чиже

## Фотогалерия
- Хайнувка
- Клешчеле